# Fed Cup 2019 Zona Americana Gruppo I - Pool B
Il Pool B della Zona Americana Gruppo I nella Fed Cup 2019 è uno dei due pool (gironi) in cui è suddiviso il Gruppo I della zona Americana. (vedi anche Pool A)
|   | Pool B           | Brasile (bandiera) | Cile (bandiera) | Argentina (bandiera) | Porto Rico (bandiera) |
| 1 | Brasile (3-0)    |                    | 3-0             | 2-1                  | 2-1                   |
| 2 | Cile (2-1)       | 0-3                |                 | 3-0                  | 3-0                   |
| 3 | Argentina (1-2)  | 1-2                | 0-3             |                      | 2-1                   |
| 4 | Porto Rico (0-3) | 1-2                | 0-3             | 1-2                  |                       |

## Primo giorno
| Argentina 2 | Club Campestre Sede Llanogrande, Medellín, Colombia 6 febbraio 2019 Terra rossa (outdoor) | Club Campestre Sede Llanogrande, Medellín, Colombia 6 febbraio 2019 Terra rossa (outdoor) | Porto Rico 1 |     |     |  |
| \| \| \| \| 1 \| 2 \| 3 \| \| \| - \| \| --------------------------------------------------------------------- \| ---- \| --- \| --- \| \| \| 1 \| \| Catalina Pella Lauren Anzalotta Kynoch \| 6 3 \| 6 1 \| \| \| \| 2 \| \| Victoria Bosio Mónica Puig \| 6 3 \| 5 7 \| 2 6 \| \| \| 3 \| \| Victoria Bosio / Catalina Pella Lauren Anzalotta Kynoch / Mónica Puig \| 65 7 \| 6 4 \| 6 1 \| \| |                                                                                           |                                                                                           |              |     |     |  |
| |                                                                                           |                                                                                           | 1            | 2   | 3   |  |
| 1 | Argentina (bandiera) · Porto Rico (bandiera)                                              | Catalina Pella Lauren Anzalotta Kynoch                                                    | 6 3          | 6 1 |     |  |
| 2 | Argentina (bandiera) · Porto Rico (bandiera)                                              | Victoria Bosio Mónica Puig                                                                | 6 3          | 5 7 | 2 6 |  |
| 3 | Argentina (bandiera) · Porto Rico (bandiera)                                              | Victoria Bosio / Catalina Pella Lauren Anzalotta Kynoch / Mónica Puig                     | 65 7         | 6 4 | 6 1 |  |

| Brasile 3 | Club Campestre Sede Llanogrande, Medellín, Colombia 6 febbraio 2019 Terra rossa (outdoor) | Club Campestre Sede Llanogrande, Medellín, Colombia 6 febbraio 2019 Terra rossa (outdoor) | Cile 0 |     |     |  |
| \| \| \| \| 1 \| 2 \| 3 \| \| \| - \| \| ------------------------------------------------------------------- \| --- \| --- \| --- \| \| \| 1 \| \| Carolina Meligeni Alves Fernanda Brito \| 6 2 \| 3 6 \| 6 3 \| \| \| 2 \| \| Beatriz Haddad Maia Daniela Seguel \| 6 3 \| 6 2 \| \| \| \| 3 \| \| Beatriz Haddad Maia / Luisa Stefani Bárbara Gatica / Alexa Guarachi \| 6 4 \| 5 7 \| 6 3 \| \| |                                                                                           |                                                                                           |        |     |     |  |
| |                                                                                           |                                                                                           | 1      | 2   | 3   |  |
| 1 | Brasile (bandiera) · Cile (bandiera)                                                      | Carolina Meligeni Alves Fernanda Brito                                                    | 6 2    | 3 6 | 6 3 |  |
| 2 | Brasile (bandiera) · Cile (bandiera)                                                      | Beatriz Haddad Maia Daniela Seguel                                                        | 6 3    | 6 2 |     |  |
| 3 | Brasile (bandiera) · Cile (bandiera)                                                      | Beatriz Haddad Maia / Luisa Stefani Bárbara Gatica / Alexa Guarachi                       | 6 4    | 5 7 | 6 3 |  |

## Secondo giorno
| Argentina 0 | Club Campestre Sede Llanogrande, Medellín, Colombia 7 febbraio 2019 Terra rossa (outdoor) | Club Campestre Sede Llanogrande, Medellín, Colombia 7 febbraio 2019 Terra rossa (outdoor) | Cile 3 |      |   |  |
| \| \| \| \| 1 \| 2 \| 3 \| \| \| - \| \| ------------------------------------------------------------- \| --- \| ---- \| - \| \| \| 1 \| \| Catalina Pella Fernanda Brito \| 4 6 \| 3 6 \| \| \| \| 2 \| \| Victoria Bosio Daniela Seguel \| 5 7 \| 64 7 \| \| \| \| 3 \| \| Carla Lucero / Jazmín Ortenzi Bárbara Gatica / Alexa Guarachi \| 1 6 \| 1 6 \| \| \| |                                                                                           |                                                                                           |        |      |   |  |
| |                                                                                           |                                                                                           | 1      | 2    | 3 |  |
| 1 | Argentina (bandiera) · Cile (bandiera)                                                    | Catalina Pella Fernanda Brito                                                             | 4 6    | 3 6  |   |  |
| 2 | Argentina (bandiera) · Cile (bandiera)                                                    | Victoria Bosio Daniela Seguel                                                             | 5 7    | 64 7 |   |  |
| 3 | Argentina (bandiera) · Cile (bandiera)                                                    | Carla Lucero / Jazmín Ortenzi Bárbara Gatica / Alexa Guarachi                             | 1 6    | 1 6  |   |  |

| Brasile 2 | Club Campestre Sede Llanogrande, Medellín, Colombia 7 febbraio 2019 Terra rossa (outdoor) | Club Campestre Sede Llanogrande, Medellín, Colombia 7 febbraio 2019 Terra rossa (outdoor) | Porto Rico 1 |     |     |  |
| \| \| \| \| 1 \| 2 \| 3 \| \| \| - \| \| ------------------------------------------------------------------------- \| --- \| --- \| --- \| \| \| 1 \| \| Carolina Meligeni Alves Lauren Anzalotta Kynoch \| 6 2 \| 6 0 \| \| \| \| 2 \| \| Beatriz Haddad Maia Mónica Puig \| 6 2 \| 4 6 \| 4 6 \| \| \| 3 \| \| Beatriz Haddad Maia / Luisa Stefani María Cecilia Aguiar / Erika Barquero \| 6 2 \| 6 0 \| \| \| |                                                                                           |                                                                                           |              |     |     |  |
| |                                                                                           |                                                                                           | 1            | 2   | 3   |  |
| 1 | Brasile (bandiera) · Porto Rico (bandiera)                                                | Carolina Meligeni Alves Lauren Anzalotta Kynoch                                           | 6 2          | 6 0 |     |  |
| 2 | Brasile (bandiera) · Porto Rico (bandiera)                                                | Beatriz Haddad Maia Mónica Puig                                                           | 6 2          | 4 6 | 4 6 |  |
| 3 | Brasile (bandiera) · Porto Rico (bandiera)                                                | Beatriz Haddad Maia / Luisa Stefani María Cecilia Aguiar / Erika Barquero                 | 6 2          | 6 0 |     |  |

## Terzo giorno
| Argentina 1 | Club Campestre Sede Llanogrande, Medellín, Colombia 8 febbraio 2019 Terra rossa (outdoor) | Club Campestre Sede Llanogrande, Medellín, Colombia 8 febbraio 2019 Terra rossa (outdoor) | Brasile 2 |     |      |  |
| \| \| \| \| 1 \| 2 \| 3 \| \| \| - \| \| ------------------------------------------------------------------- \| ---- \| --- \| ---- \| \| \| 1 \| \| Catalina Pella Carolina Meligeni Alves \| 4 6 \| 4 6 \| \| \| \| 2 \| \| Victoria Bosio Beatriz Haddad Maia \| 63 7 \| 7 5 \| 7 64 \| \| \| 3 \| \| Jazmín Ortenzi / Catalina Pella Beatriz Haddad Maia / Luisa Stefani \| 5 7 \| 3 6 \| \| \| |                                                                                           |                                                                                           |           |     |      |  |
| |                                                                                           |                                                                                           | 1         | 2   | 3    |  |
| 1 | Argentina (bandiera) · Brasile (bandiera)                                                 | Catalina Pella Carolina Meligeni Alves                                                    | 4 6       | 4 6 |      |  |
| 2 | Argentina (bandiera) · Brasile (bandiera)                                                 | Victoria Bosio Beatriz Haddad Maia                                                        | 63 7      | 7 5 | 7 64 |  |
| 3 | Argentina (bandiera) · Brasile (bandiera)                                                 | Jazmín Ortenzi / Catalina Pella Beatriz Haddad Maia / Luisa Stefani                       | 5 7       | 3 6 |      |  |

| Cile 3 | Club Campestre Sede Llanogrande, Medellín, Colombia 8 febbraio 2019 Terra rossa (outdoor) | Club Campestre Sede Llanogrande, Medellín, Colombia 8 febbraio 2019 Terra rossa (outdoor) | Porto Rico 0 |     |   |  |
| \| \| \| \| 1 \| 2 \| 3 \| \| \| - \| \| ------------------------------------------------------------------------ \| --- \| --- \| - \| \| \| 1 \| \| Fernanda Brito María Cecilia Aguiar \| 6 1 \| 6 1 \| \| \| \| 2 \| \| Daniela Seguel Erika Barquero \| 6 1 \| 6 0 \| \| \| \| 3 \| \| Bárbara Gatica / Alexa Guarachi Erika Barquero / Lauren Anzalotta Kynoch \| 6 1 \| 6 1 \| \| \| |                                                                                           |                                                                                           |              |     |   |  |
| |                                                                                           |                                                                                           | 1            | 2   | 3 |  |
| 1 | Cile (bandiera) · Porto Rico (bandiera)                                                   | Fernanda Brito María Cecilia Aguiar                                                       | 6 1          | 6 1 |   |  |
| 2 | Cile (bandiera) · Porto Rico (bandiera)                                                   | Daniela Seguel Erika Barquero                                                             | 6 1          | 6 0 |   |  |
| 3 | Cile (bandiera) · Porto Rico (bandiera)                                                   | Bárbara Gatica / Alexa Guarachi Erika Barquero / Lauren Anzalotta Kynoch                  | 6 1          | 6 1 |   |  |

## Verdetti
- Brasile ammessa agli spareggi contro la prima del Pool A per un posto agli spareggi per il Gruppo Mondiale II.
- Porto Rico al play-out per evitare la retrocessione contro l'ultima del Pool A.